# Szarkowszczyzna (stacja kolejowa)
Szarkowszczyzna (biał. Шаркаўшчына, ros. Шарковщизна, ros. nazwa normatywna Шарковщина) – stacja kolejowa w miejscowości Szarkowszczyzna, w rejonie postawskim, w obwodzie witebskim, na Białorusi. Położona jest na linii Woropajewo – Druja.
Stacja powstała w okresie II Rzeczypospolitej.